# Dorfkirche Altbensdorf

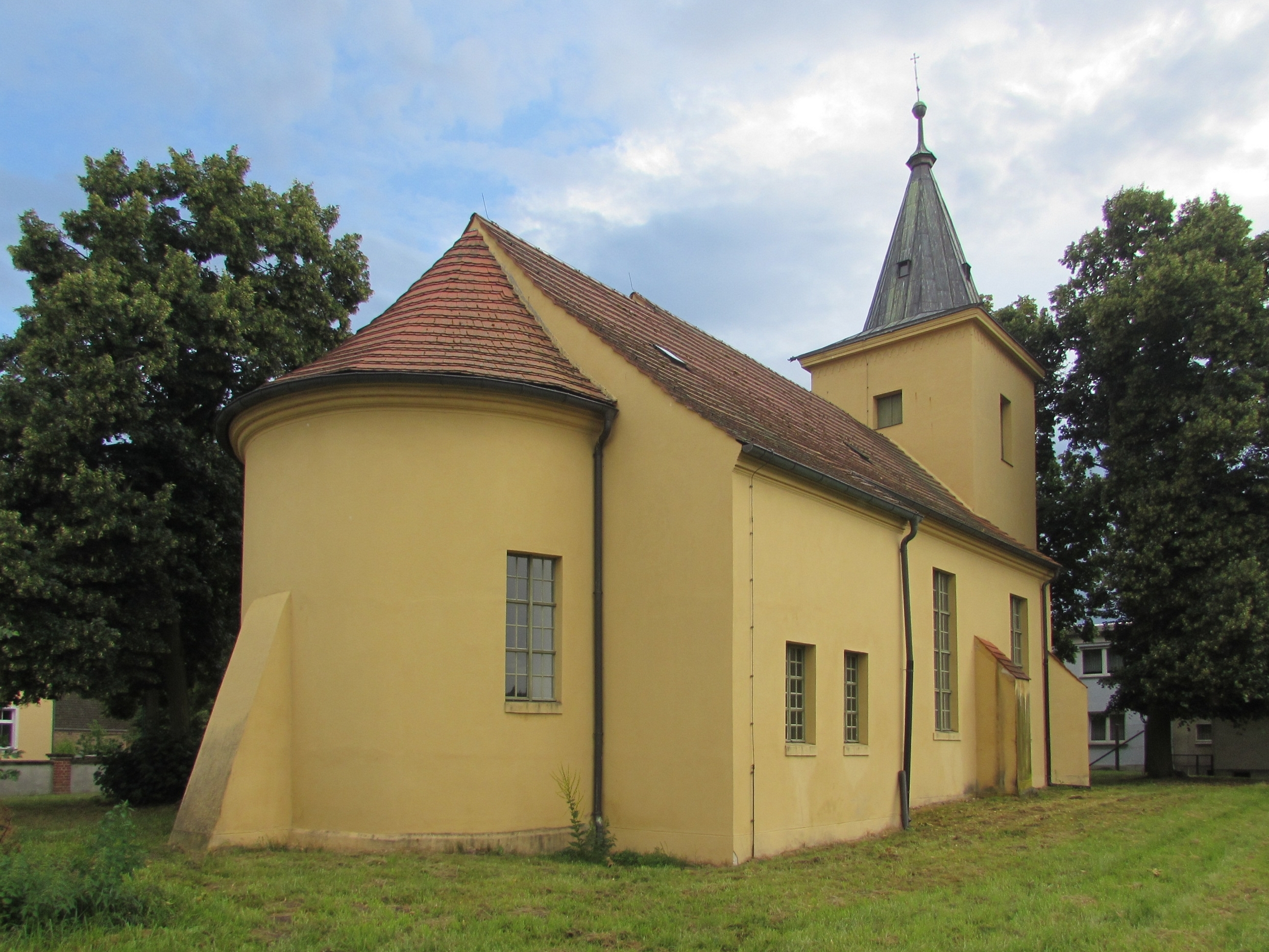
Nach dem Brand 1810 zerstörte und anschließend wieder aufgebaute Dorfkirche Altbensdorf

Die Dorfkirche Altbensdorf ist ein Kirchenbau im zur Gemeinde Bensdorf (Brandenburg) gehörenden Altbensdorf. Sie ist eine Saalkirche und als Baudenkmal ausgewiesen. Die Kirche gehört zum Pfarramt Wusterwitz des evangelischen Kirchenkreises Elbe-Fläming der Evangelischen Kirche in Mitteldeutschland.

## Baugeschichte
Das Baudatum des ersten Kirchenbaus im Dorf Bensdorf, das im 19. Jahrhundert in Altbensdorf umbenannt wurde, ist nicht überliefert. Man vermutet für den Vorgängerbau der Dorfkirche Altbensdorf eine Bauzeit zwischen 1200 und 1250. Sie war aus Backstein gemauert und wies die typische Dreiteilung romanischer Dorfkirchen des Mittelalters mit Kirchenschiff, Chor und Apsis auf. Sie war mit etwa zehn bis elf Fuß relativ niedrig. Die Kirchenfenster sollen zu Spitzbogenfenster baulich verändert worden sein. Zugänge haben sich auf der Süd- und auf der Nordseite (zur Patronatsloge) befunden. Die Patronatsloge befand sich auf der Nordseite des Chorraums zu ebener Erde. Diese war beheizbar und hatte einen eigenen Zugang und Fenster. Die Kanzel befand sich von der Patronatsloge zum Schiff. Erster evangelischer Pfarrer Bensdorfs nach der Reformation war ein Martinus Saul. Im 17. Jahrhundert wurde ein Kirchturm erwähnt, der auf der klassisch auf der Westseite des Schiffs erbaut worden war. Er bestand aus Holzfachwerk. Im Turm hing eine größere und eine kleinere Glocke. Zwischen 1695 und 1702 kam es am Chor zu Baumaßnahmen. 1702 musste die kleinere der beiden Glocken aufgrund eines Bruchs von einem Glockengießer Otto Ehlers aus Berlin umgegossen werden. Im Jahr 1719 wurde der Kirchturm grundlegend repariert oder ersetzt. Finanziert wurde die Baumaßnahme anteilig von der Patronatsfamilie von Britzke und von der Gemeinde. Auch nach dem Umbau bestand der Turm aus Holzfachwerk. Er war mit Splitt eingedeckt und besaß eine Turmkugel. Das Kirchendach war mit Dachziegeln gedeckt. Das Kircheninnere war bis auf den Bereich um den Altar ungepflastert. Im Jahr 1737 wurde eine erste Kirchturmuhr angeschafft. 1791 wurde der Turm wiederum umfangreich repariert.

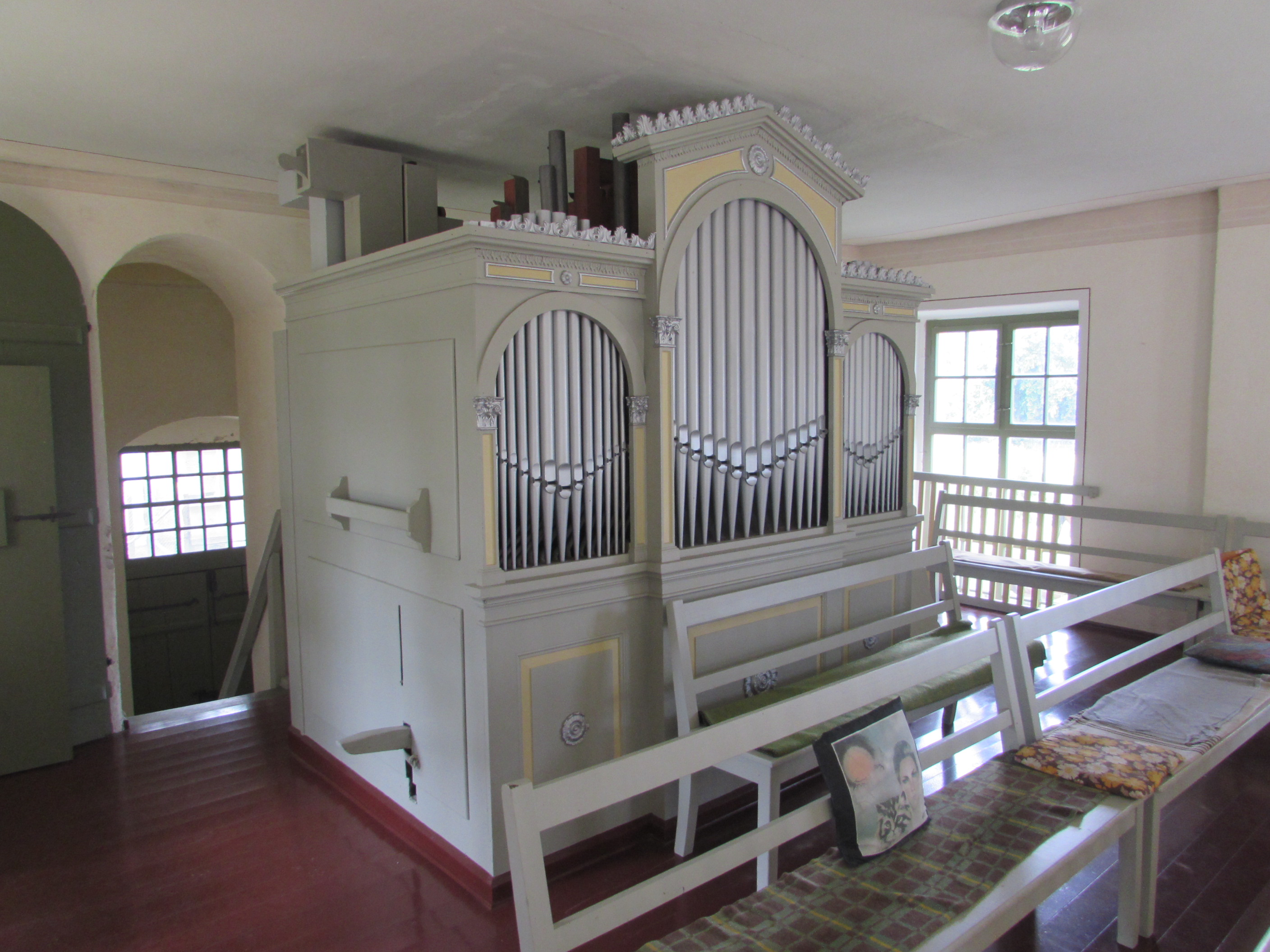
Orgel in der Dorfkirche

In der Nacht vom 21. zum 22. September 1810 kam es in Bensdorf zu einem Großbrand, bei dem etwa ein Drittel des Dorfes zerstört wurde. Auch die Kirche brannte bis auf die Grundmauern nieder. Auch der gesamte Kirchenschatz wurde dabei zerstört. Ende 1819 bis 1920 wurde mit dem Neubau der Kirche begonnen. Die Grundmauern wurden für den Bau genutzt. Die Kirche erhielt eine Höhe von 17 Fuß. Am 12. November 1820 wurde die Dorfkirche eingeweiht. Die Anschaffung einer neuen Turmuhr erfolgte 1835. Uhrmacher war ein Hollinger aus Brandenburg an der Havel. Sie kostete die Gemeinde 144 Taler. Im Dezember 1854 wurde die Turmspitze erneuert. Eine Renovierung des Inneren der Kirche fand 1872 statt und 1875 wurde eine Orgel für 550 Taler angeschafft. Orgelbaumeister war Robert Voigt aus Stendal. Um 1907 wurde die Dorfkirche nochmals renoviert. Nach dem Ersten Weltkrieg wurden an der südlichen Außenwand Gedenktafeln für die gefallenen Gemeindemitglieder installiert. In den folgenden Jahrzehnten erfolgte nur wenige Reparaturmaßnahmen 1962 bis 1964 wurden Erhaltungsmaßnahmen am Dachstuhl und Dach in erster Linie in Eigenleistung durchgeführt. 6000 Mark wurden ausgegeben.

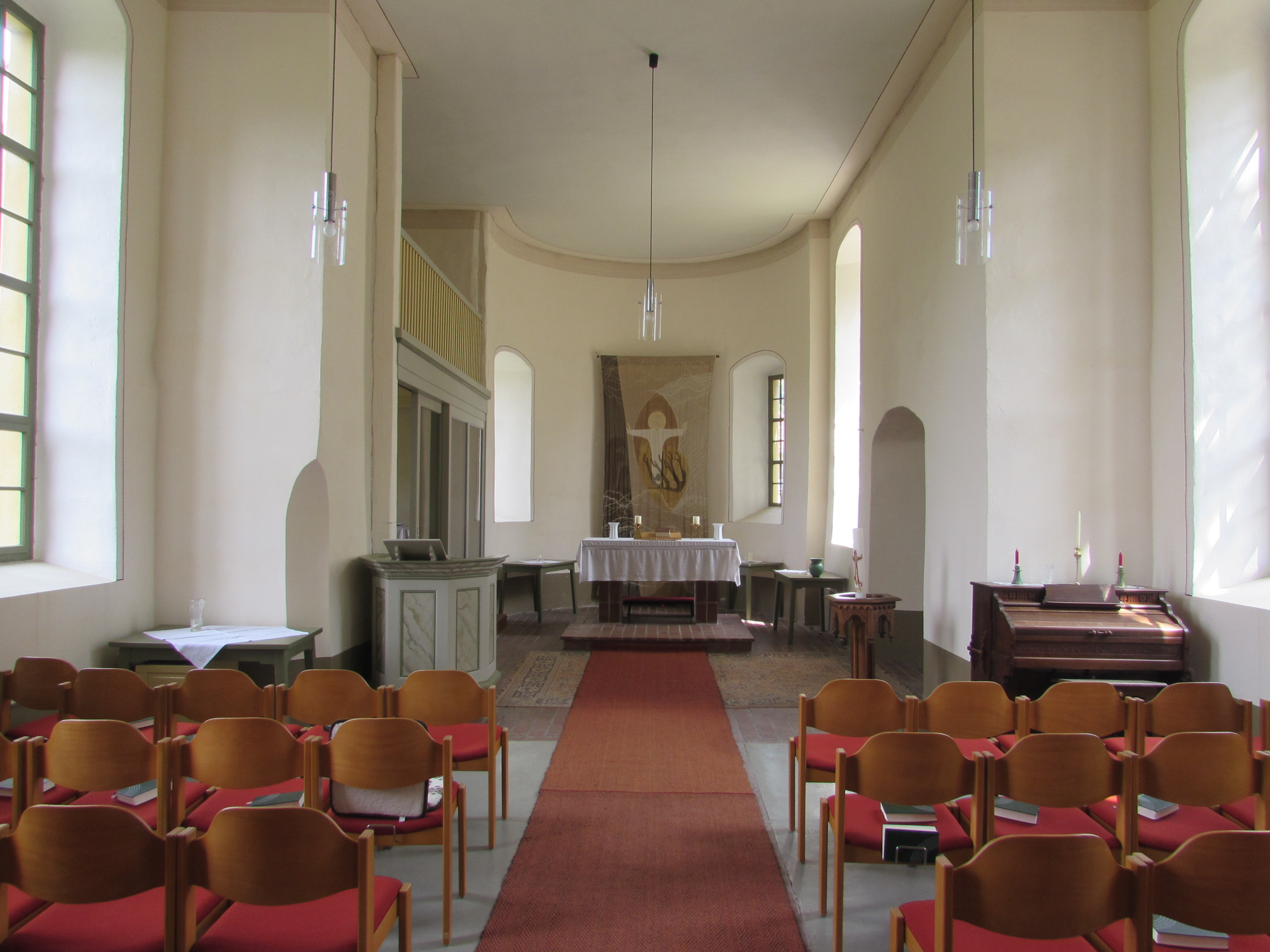
Blick in das Kircheninnere nach der letzten Sanierung

1976 wurde der letzte Altbensdorfer Pfarrer abberufen. Die vorher selbstständige Kirchengemeinde kam mit Neubensdorf und Vehlen zunächst zum Pfarramt Nitzahn und dann zum Pfarramt Genthin. Seit 1989 ist Altbensdorf Teil des Pfarramtes Wusterwitz. 1998/99 wurden die Kirche unter Nutzung öffentlicher Fördermittel umfangreich saniert.

## Bauwerk
Die Dorfkirche Altbensdorf ist ein schlichter klassizistischer Putzbau. Die klassische Dreiteilung zwischen Schiff, Chor und Apsis blieb erhalten. Die Fenster sind hohen rechteckige Sprossenfenster. Sie sind mit weißem Glas zugesetzt. Am Schiff befinden sich an der nordwestlichen und südwestlichen Ecke und beidseits zwischen dem ersten und zweiten Fenster massive Strebepfeiler. Ein weiterer Strebepfeiler steht nach Osten an der Apsis. Ein Traufgesims ist leicht profiliert. In der südlichen Chorwand befindet sich ein Portal. Es ist profiliert umrandet. Die Tür ist einflügelig. Das Hauptportal befindet sich nach Westen im Turm. Es zeigt die gleiche Umrandung wie das Südportal. Die Tür ist zweiflügelig. Über dieser befindet sich ein Kämpferfenster. Der Turm ist zweistöckig mit Klangarkaden für das Geläut nach allen vier Himmelsrichtungen. Er hat ein flaches Pyramidendach, auf dem ein achteckiger Turmhelm sitzt. Beide sind mit Blechen eingedeckt. Die Spitze markieren Wetterfahne, Turmkugel und ein Kreuz. Die Dächer über Schiff und Chor sind Satteldächer, die mit roten Biberschwänzen gedeckt sind. Das Dach über der halbrunden Apsis ist ein ebenfalls mit Biberschwänzen gedecktes halbes Kegeldach.